# Quartier de la Villette
Pour les articles homonymes, voir Villette.
Le quartier de la Villette est le 73e quartier administratif de Paris, situé dans le 19e arrondissement, dans le nord-est de la capitale.
On y trouve le bassin de la Villette, avec :
- les anciens magasins généraux, aujourd'hui transformés en résidence universitaire appartenant à la Cité universitaire ;
- le dernier pont levant de Paris : le pont levant de la rue de Crimée ;
- le complexe cinéma MK2, Quai de Loire / Quai de Seine ;
- la place de la Bataille-de-Stalingrad et la rotonde de la Villette.

## Géographie

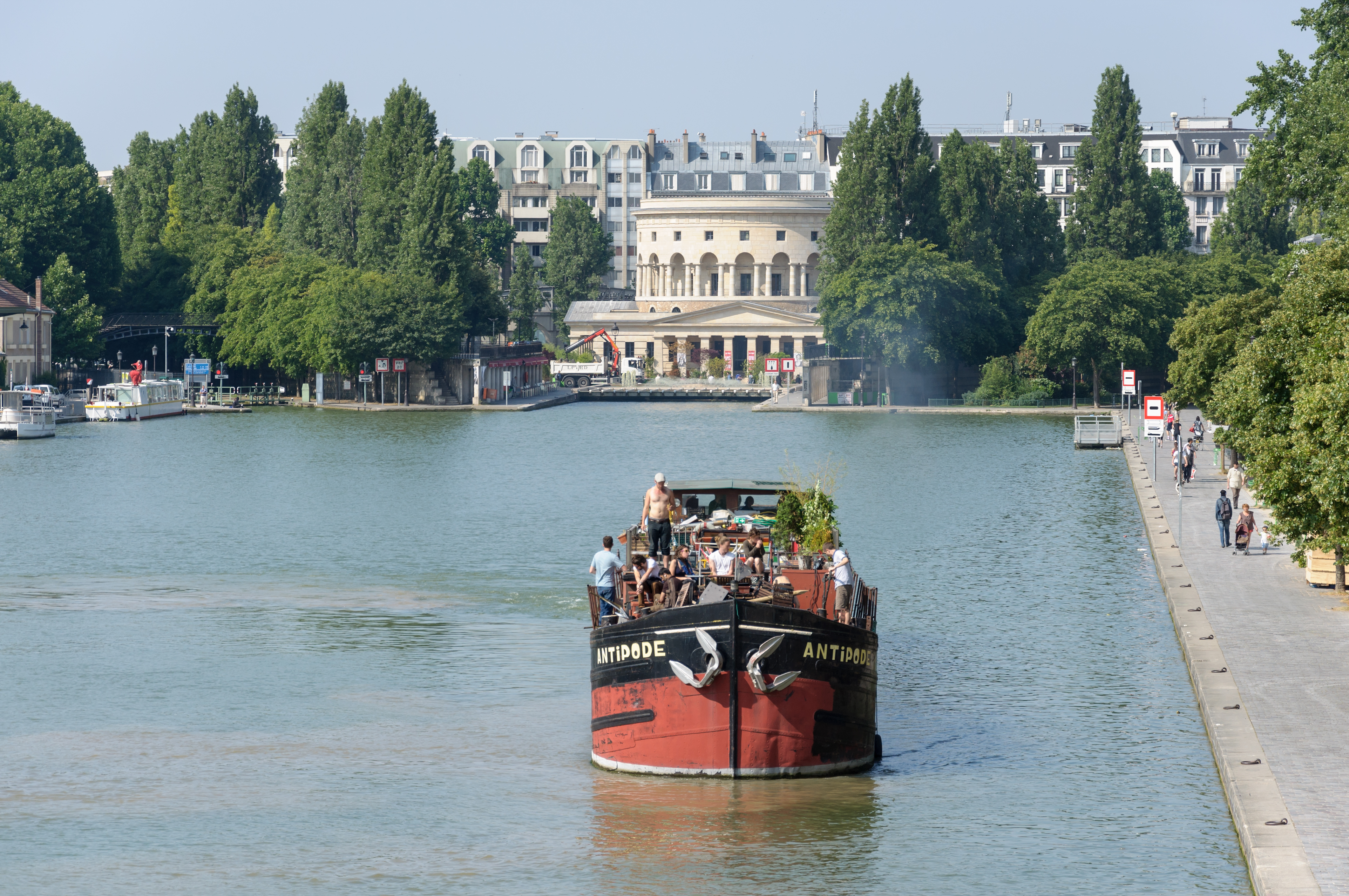
Le bassin de la Villette, avec la rotonde de la Villette en arrière-plan.

Quartiers administratifs du.

Le quartier de la Villette constitue le quart ouest du 19e arrondissement. Limites :
- nord-est, limite avec le quartier du Pont-de-Flandre : rue de l'Ourcq ;
- sud-est, limite avec le quartier du Combat : rue de Meaux et avenue Jean-Jaurès ;
- sud-ouest, limite avec le 10e arrondissement (quartiers de l'Hôpital-Saint-Louis et Saint-Vincent-de-Paul) : boulevard de la Villette ;
- nord-ouest, limite avec le 18e arrondissement : rue d'Aubervilliers.

## Histoire

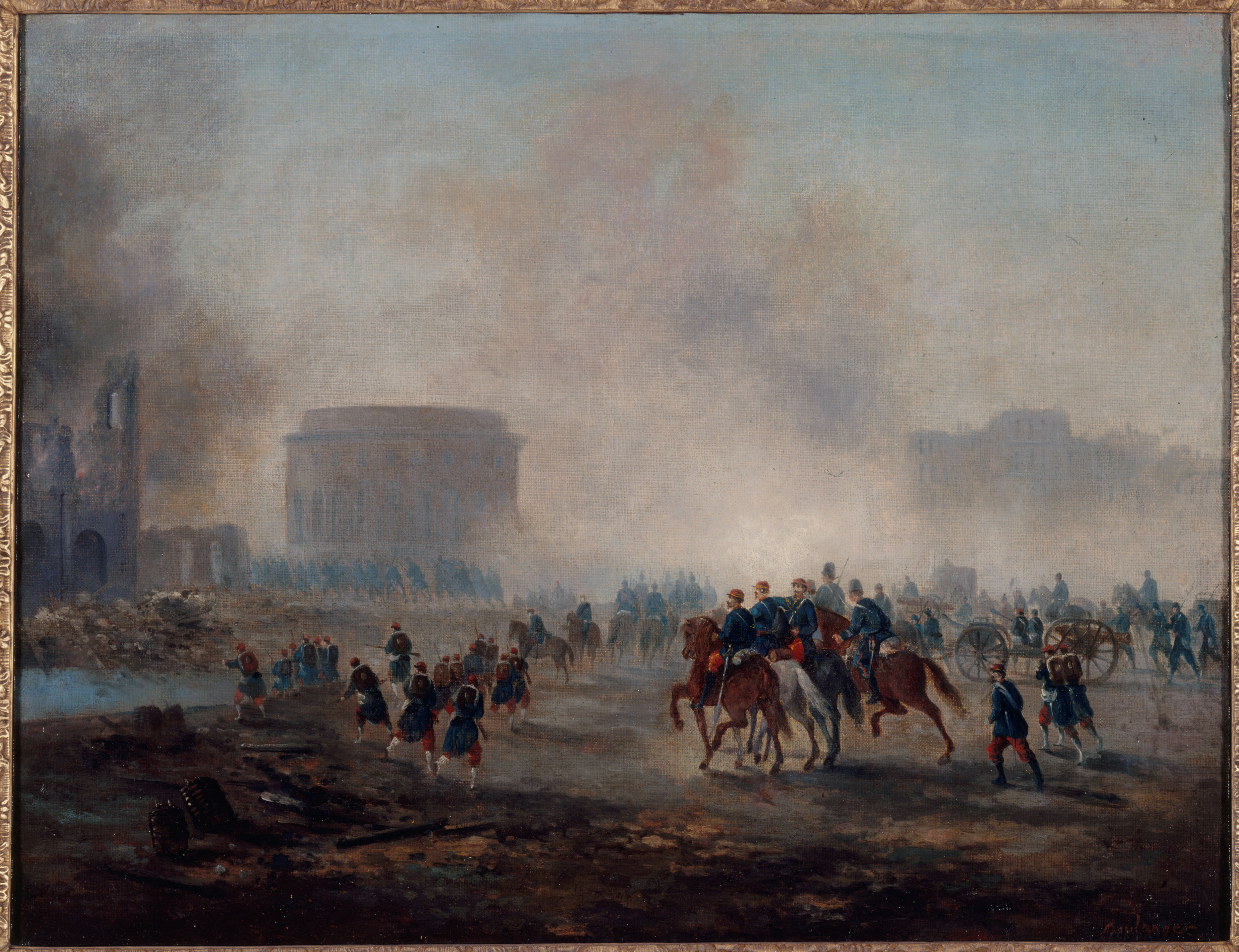
La Villette cernée par les troupes versaillaises, mai 1871 par Gustave Boulanger (musée Carnavalet).

Le quartier de la Villette est issu de l'ancienne commune de La Villette, une des quatre communes intégralement rattachées à Paris (et donc disparaissant) en 1860.
L'ancien village de la Villette situé sur l'axe Paris-les Flandres via Senlis, était rattaché à Paris par l'intermédiaire de trois barrières dans le mur des Fermiers généraux : celles « des Vertus », « de la Villette » et « du Combat ».

## Édifices et monuments
- Rotonde de la Villette, place de Stalingrad
- Entrepôts, quai de la Seine et quai de la Loire
- Immeuble-tour, 1, rue Duvergier
- Anciens entrepôts des Magasins Généraux, rue de Crimée
- Cimetière juif, 44, avenue de Flandre, aujourd'hui disparu et inscrit aux monuments historiques depuis l'arrêté du 3 janvier 1966[2].
- Cimetière de la Villette, 46, Rue d'Hautpoul
- Porte des Flamands, 69, rue de Flandre
- Logements les Orgues de Flandre, 67-107, rue de Flandre et 14-24, rue Archereau
- Église Saint-Jacques-Saint-Christophe, place de Bitche
- Gymnase et bains-douches municipaux, avenue Jean-Jaurès
- Conservatoire municipal de musique Jacques-Ibert, 79-83, rue Armand-Carrel
- Synagogue, rue Jean-Nohain
- Théâtre International de Langue Française (TILF), 211, avenue Jean-Jaurès[3]
- Le Centquatre-Paris

## Quartiers
- Le quartier prioritaire Riquet-Stalingrad accueille 13 888 habitants en 2018, avec un taux de pauvreté de 37 %, relativement élevé pour la région parisienne[4]. Cette zone a été classée en zone de sécurité prioritaire (ZSP) par le ministre de l'Intérieur. Des cités ont été construites dans les années 1950, 1960 et 1970, comme la cité pauvre de Stalingrad, la cité des Tours de Maroc, la cité Rose, la cité Tanger et la plus connue, la cité des Orgues de Flandre.